# سایت یک اودای یاماموتو
سایت یک اودای یاماموتو (به ژاپنی: 大平山元I遺跡، Ōdaiyamamoto ichi iseki)، محوطه باستانی مردمان جومون در شهر سوتوگاهاما، آئوموری، استان آئوموری، در منطقه توهوکو شمال ژاپن. حفاری‌ها در سال ۱۹۹۸ چهل و شش سفال قطعه را کشف کردند که قدمت آن‌ها به ۱۴۵۰۰ سال قبل از میلاد می‌رسد (حدود ۱۶۵۰۰ پیش از امروز). این موضوع این اشیا را در میان قدیمی‌ترین سفال‌های شناخته شده در حال حاضر قرار می‌دهد.